# Billy Chapin
William „Billy“ McClellan Chapin (* 28. Dezember 1943 in Los Angeles, Kalifornien; † 2. Dezember 2016) war ein US-amerikanischer Kinderdarsteller, der insbesondere durch seine Rolle im Filmklassiker Die Nacht des Jägers (1955) bekannt wurde.

## Leben und Karriere
Billy Chapin wurde als zweites von drei Kindern eines Bankmanagers in Los Angeles geboren. Sowohl Billys älterer Bruder Michael Chapin (* 1936) als auch seine jüngere Schwester Lauren Chapin (* 1945) waren ebenfalls gefragte Kinderschauspieler. Lauren Chapin berichtete in späteren Interviews vom Alkoholismus der Mutter und vom sexuellen Missbrauch durch den Vater in der zerstrittenen Familie.
Bereits als Säugling stand Billy Chapin erstmals vor der Kamera, als er das Baby von Gary Cooper und Teresa Wright in So ein Papa (1944) darstellte. 1951 kam er an den Broadway, wo er eine wichtige Rolle in dem Musical Three Wishes for Jamie innehatte. Seine Leistung brachte ihm einen Preis des angesehenen New York Drama Critics’ Circle als bester Jungdarsteller des Jahres ein. Nach diesem Erfolg gewann Chapins Filmkarriere in Hollywood an Schwung: Er spielte die Hauptrolle eines kindlichen Baseball-Coaches im Familienfilm The Kid from Left Field (1953) neben Anne Bancroft und Lloyd Bridges, außerdem verkörperte er ein Kindergenie im Science-Fiction-Film Tobor the Great (1954) mit Charles Drake in der Hauptrolle. 
Seine nachhaltig bekannteste Rolle übernahm Chapin 1955 als Stiefsohn eines mörderischen Predigers (gespielt von Robert Mitchum) in Charles Laughtons einziger Regiearbeit Die Nacht des Jägers. Obwohl der Film seinerzeit ein Misserfolg war, wird er heute als Meisterwerk angesehen. Im selben Jahr spielte er außerdem die Filmsöhne von Richard Todd und Victor Mature, jeweils in den Filmen Ein Mann namens Peter  und Sensation am Sonnabend. Neben Filmauftritten war er auch in vielen Gastrollen im US-Fernsehen zu sehen. Bereits 1956 hatte Chapin seine letzte Filmrolle in dem B-Movie-Western Blut in meinen Händen. Bis 1959 übernahm Chapin noch ein paar Gastrollen im Fernsehen, ehe er sich mit 15 Jahren aus dem Schauspielgeschäft zurückzog.
Später diente Chapin in der United States Navy und war nach dem Collegeabschluss in der Privatwirtschaft tätig. Er heiratete und hatte drei Kinder. Nach langer Krankheit, darunter einem schweren Schlaganfall, starb er im Dezember 2016 im Alter von 72 Jahren an Lungenkrebs.

## Filmografie (Auswahl)
- 1944: So ein Papa (Casanova Brown)
- 1946: The Cockeyed Miracle
- 1953: Ein Mann ohne Bedeutung (Affair with a Stranger)
- 1953: The Kid from Left Field
- 1953–1954: Polizeibericht (Dragnet, Fernsehserie, 3 Folgen)
- 1954: Tobor the Great
- 1954: Schwaches Alibi (Naked Alibi)
- 1954: Rhythmus im Blut (There’s No Business Like Show Business)
- 1955: Ein Mann namens Peter (A Man Called Peter)
- 1955: Sensation am Sonnabend (Violent Saturday)
- 1955: Die Nacht des Jägers (The Night of the Hunter)
- 1955: Cheyenne (Fernsehserie, Folge 1x02)
- 1956: Blut an meinen Händen (Tension at Table Rock)
- 1956–1959: Fury (Fernsehserie, 3 Folgen)
- 1957: Abenteuer im wilden Westen (Zane Grey Theater, Fernsehserie, Folge 1x22)
- 1959: Erwachsen müßte man sein (Leave It To Beaver, Fernsehserie, Folge 2x15)